# NK Rakičan
Nogometni klub Rakičan (tiếng Việt: Câu lạc bộ bóng đá Rakičan), thường hay gọi NK Rakičan hoặc đơn giản Rakičan, là một câu lạc bộ bóng đá Slovenia thi đấu ở thị trấn Rakičan. Câu lạc bộ được thành lập năm 1950.

## Danh hiệu
- Giải bóng đá hạng tư quốc gia Slovenia: 3

1994-95, 2010-11, 2018-19

## Lịch sử giải đấu kể từ năm 1991
| Mùa giải  | Giải vô địch               | Thứ hạng |
| --------- | -------------------------- | -------- |
| 1991-92   | Pomurska League (cấp độ 3) | thứ 10   |
| 1992-93   | 1. MNL (cấp độ 4)          | thứ 5    |
| 1993-94   | 1. MNL (cấp độ 4)          | thứ 10   |
| 1994-95   | 1. MNL (cấp độ 4)          | thứ 1    |
| 1995-96   | 1. MNL (cấp độ 4)          | thứ 4    |
| 1996-97   | 1. MNL (cấp độ 4)          | thứ 5    |
| 1997-98   | 1. MNL (cấp độ 4)          | thứ 5    |
| 1998-99   | 1. MNL (cấp độ 4)          | ?        |
| 1999-2000 | ?                          | ?        |
| 2000-01   | 1. MNL (cấp độ 4)          | ?        |
| 2001-02   | 3. SNL - Đông              | thứ 13   |
| 2002-03   | 1. MNL (cấp độ 4)          | thứ 7    |
| 2003-04   | 1. MNL (cấp độ 4)          | thứ 3    |
| 2004-05   | Pomurska League (cấp độ 4) | thứ 7    |
| 2005-06   | Pomurska League (cấp độ 4) | thứ 8    |
| 2006-07   | Pomurska League (cấp độ 4) | thứ 8    |
| 2007-08   | Pomurska League (cấp độ 4) | thứ 2    |
| 2008-09   | Pomurska League (cấp độ 4) | thứ 8    |
| 2009-10   | Pomurska League (cấp độ 4) | thứ 3    |
| 2010-11   | Pomurska League (cấp độ 4) | thứ 1    |
| 2011-12   | 3. SNL - Đông              | thứ 12   |
| 2012-13   | 3. SNL - Đông              | thứ 13   |
| 2013-14   | 3. SNL - Đông              | thứ 4    |
| 2014-15   | 3. SNL - Đông              | thứ 8    |
| 2015-16   | 3. SNL - Đông              | thứ 12   |
| 2016-17   | 3. SNL - Đông              | thứ 10   |
| 2017-18   | 3. SNL - Đông              | thứ 9    |
| 2018-19   | Pomurska League (cấp độ 4) | thứ 1    |
| 2019-20   | Pomurska League (cấp độ 4) |          |

1. ↑  Thua play-off thăng hạng Giải bóng đá hạng ba quốc gia Slovenia.
2. ↑  Không có được chứng chỉ thi đấu.
3. ↑  Từ chối thăng hạng.